# William Servat
Pour les articles homonymes, voir Servat.

a Compétitions nationales et continentales officielles uniquement.

b Matchs officiels uniquement.
Dernière mise à jour le 24 mai 2019.
William Servat, né le 9 février 1978 à Saint-Gaudens (Haute-Garonne), est un joueur international français et entraîneur de rugby à XV. Joueur, il évolue au poste de talonneur au sein du club français du Stade toulousain durant toute sa carrière.
Sa puissance, son endurance, sa combativité, sa vitesse moyenne importante pour un talonneur, son explosivité et sa hargne dans le combat, le font considérer comme l'un des meilleurs joueurs à son poste. Il possède un riche palmarès, ayant remporté deux fois le Tournoi des Six Nations en 2004 et 2010 (grand chelem), trois fois la coupe d'Europe en 2003, 2005 et 2010 et cinq fois le championnat de France (1999, 2001, 2008, 2011 et 2012).
Il devient entraîneur des avants du Stade toulousain à l'été 2012. Il quitte cette fonction en 2019, après un nouveau titre de champion de France, pour devenir entraîneur des avants du XV de France en 2020.

## Formation

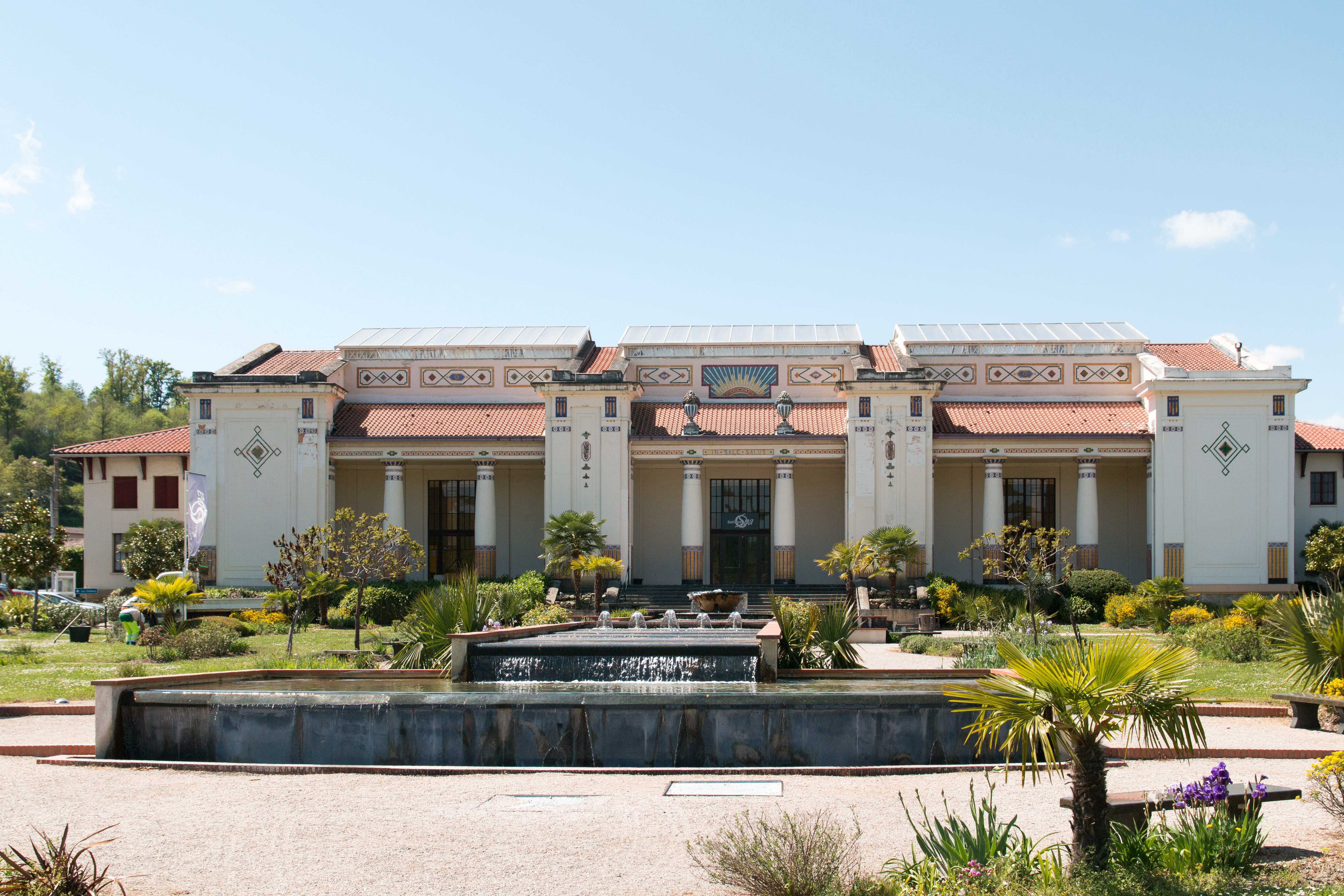
Les thermes de Salies-du-Salat où William Servat a grandi.

William Servat ne commence le rugby qu'en deuxième année de minimes, initialement au poste de troisième ligne centre, au Mazères Cassagne Sports. Il quitte Salies-du-Salat où il a passé son enfance pour entrer en sport études au lycée Jolimont et rejoint le Stade toulousain en 1993. Il est scolarisé au lycée Bellevue de Toulouse, remporte plusieurs titres amateurs, puis obtient un DEUG en sciences et techniques des activités physiques et sportives après un bac scientifique.

## Carrière sportive

### 1997 - 2005: débuts prometteurs
William participe à la campagne Crabos 1997 du Stade Toulousain au poste de troisième ligne, poste qu'il occupe lors de la finale remportée face à Pau le 25 mai 1997.
William Servat dispute son premier match en équipe Une du Stade toulousain en 1999, alors qu'il ne signe son premier contrat professionnel qu'en 2000.
Le 24 mai 2003, il est remplaçant avec le Stade toulousain en finale de la Coupe d'Europe au Lansdowne Road de Dublin face à l'USA Perpignan. Il doit remplacer Yannick Bru dès la 14e minute, et les Toulousains s'imposent 22 à 17 face aux Catalans et deviennent ainsi champions d'Europe. La saison suivante, il joue de nouveau la finale de la Coupe d'Europe qui se déroule cette fois au Stade de Twickenham à Londres face aux London Wasps. Il est titularisé en première ligne avec Patrice Collazo et Jean-Baptiste Poux, puis cède sa place à Yannick Bru à la 59e minute. Les Anglais l'emportent 27 à 20, à la suite d'une erreur de Clément Poitrenaud, empêchant les Toulousains de gagner un deuxième titre consécutif.
Il dispute son premier match en équipe de France le 14 février 2004 contre l'équipe d'Irlande, puis 15 autres matchs entre 2004 et 2005.
En 2005, les Toulousains arrivent à se qualifier une troisième fois consécutive en finale de Coupe d'Europe face au Stade français. William Servat est de nouveau titulaire au côté de Jean-Baptiste Poux et Omar Hasan, puis remplacé à la 65e minute par Yannick Bru. Les Haut-garonnais sont de nouveau champion d'Europe en s'imposant 12 à 18 après prolongation.

### 2005 - 2007: blessure et années blanches
Il a subi une grave blessure au dos en 2006 qui l'a obligé à se reconvertir dans un premier temps au poste de troisième ligne centre avant de retrouver par la suite son poste habituel. Depuis son retour à l'occasion du match Stade toulousain-Ulster le 20 janvier 2007, il enchaine les performances de haut niveau et retrouve finalement l'équipe de France le 3 février 2008 pour le premier match du Tournoi des Six Nations 2008 face à l’Écosse.

### 2008 - 2012: renouveau

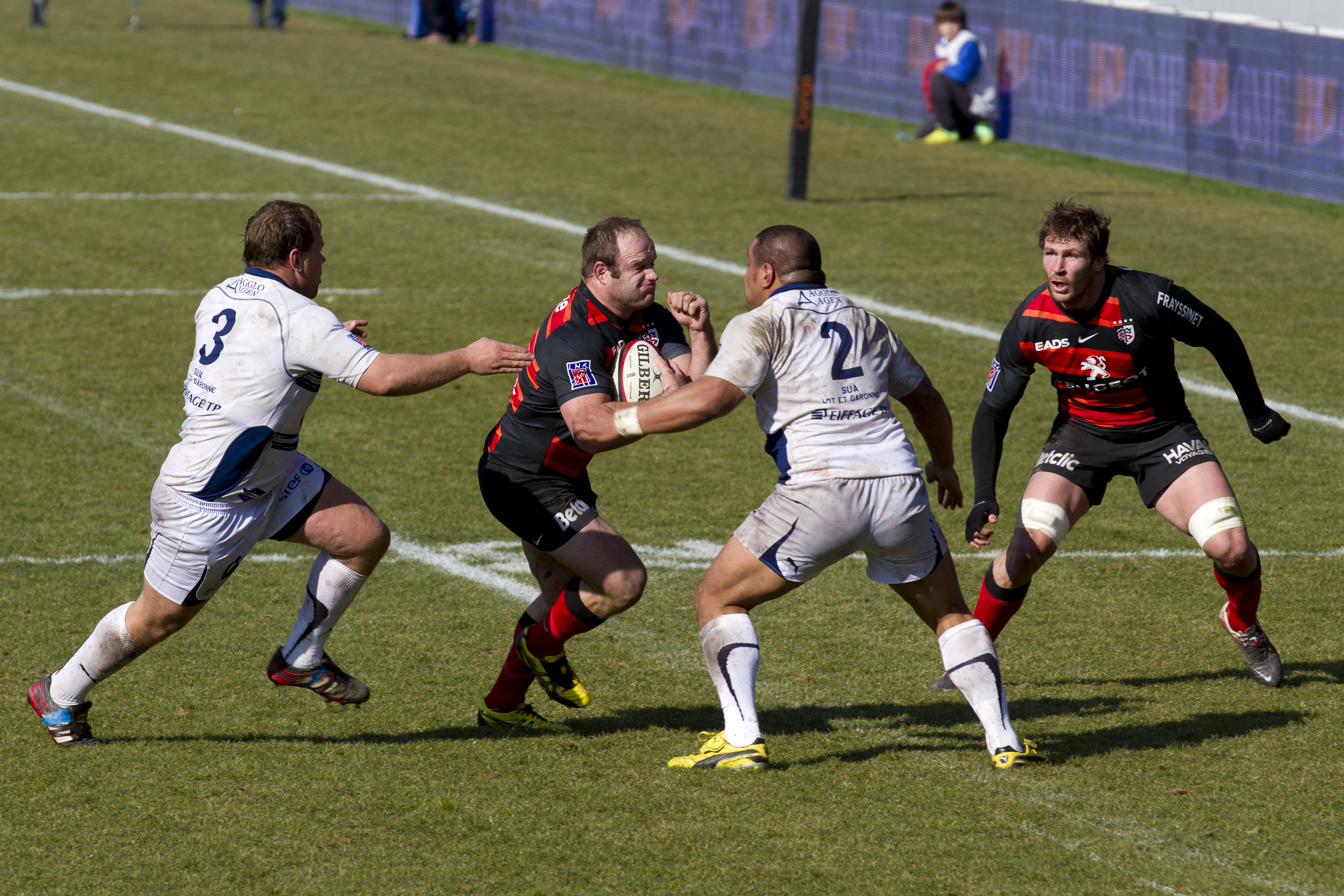
William Servat en 2012 à la charge face à Semisi Telefoni du SU Agen.

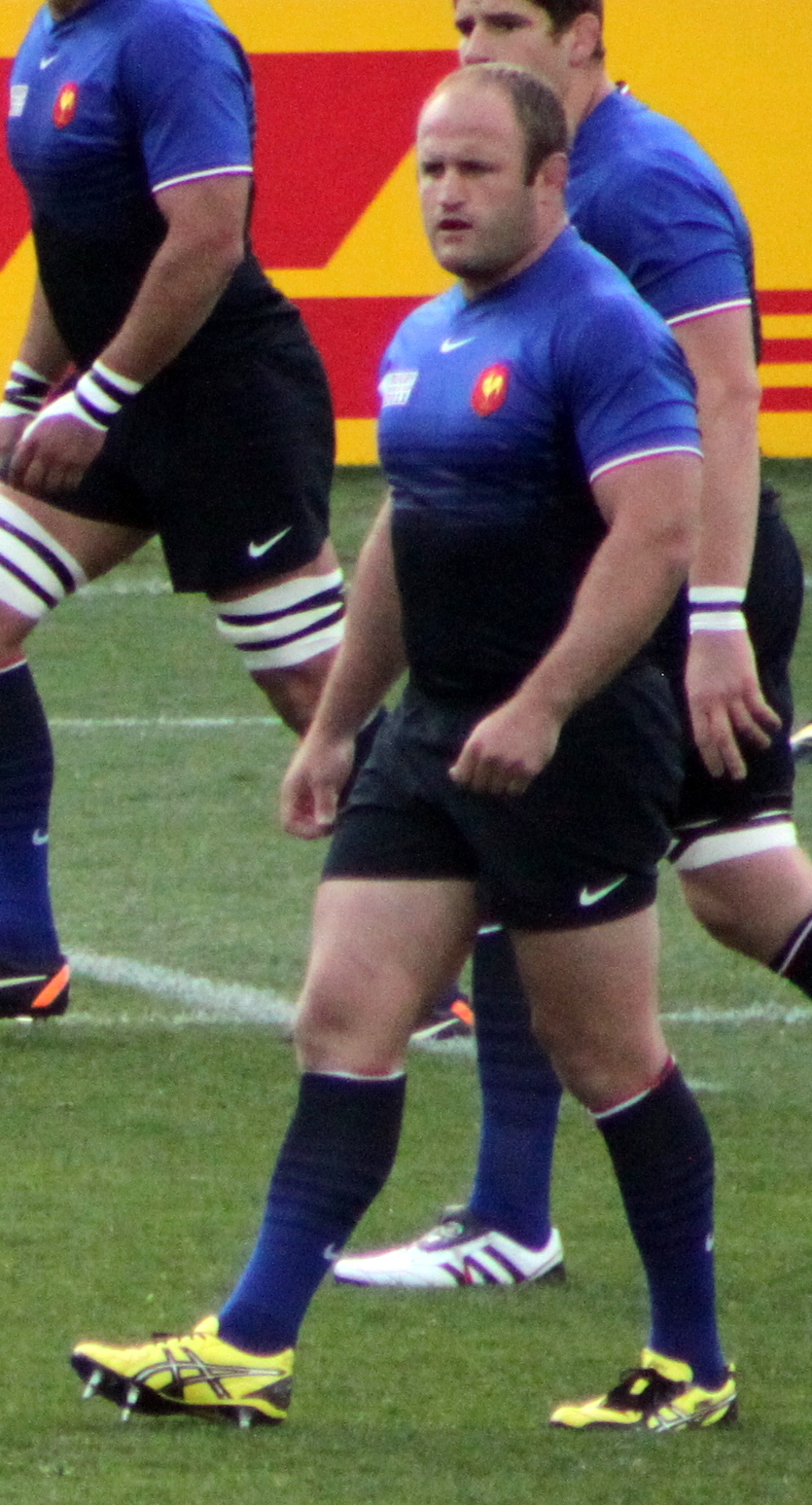
W. Servat pendant la Coupe du Monde 2011.

Il est le talonneur titulaire du XV de France lors de la coupe du monde 2011. En février 2012, il annonce que la saison 2011-2012 sera sa dernière en tant que joueur, et qu'il prendra en charge l'entraînement des Avants du Stade Toulousain à partir de la saison suivante, en remplacement de Yannick Bru, parti rejoindre l'équipe de France. Blessé au printemps, William Servat revient juste à temps pour participer aux phases finales. Il est titulaire lors de la demi-finale jouée au Stadium de Toulouse face à Castres puis en finale au Stade de France à Paris, pour ce qui aurait dû être son dernier match en tant que joueur. Le Stade toulousain remporte le match, notamment grâce à une belle prestation de Servat en mêlée fermée. Ses coéquipiers lui rendent hommage en le laissant aller brandir le bouclier de Brennus en premier. William Servat finit donc sa carrière de joueur sur une finale remportée.
En juin 2012, il participe à la tournée des Barbarians français au Japon pour jouer deux matchs contre l'équipe nationale nippone à Tokyo. Il est capitaine de l'équipe pour cette tournée. Les Baa-Baas l'emportent 40 à 21 puis 51 à 18.

### 2012: Fin de carrière de joueur et reconversion en tant qu'entraîneur

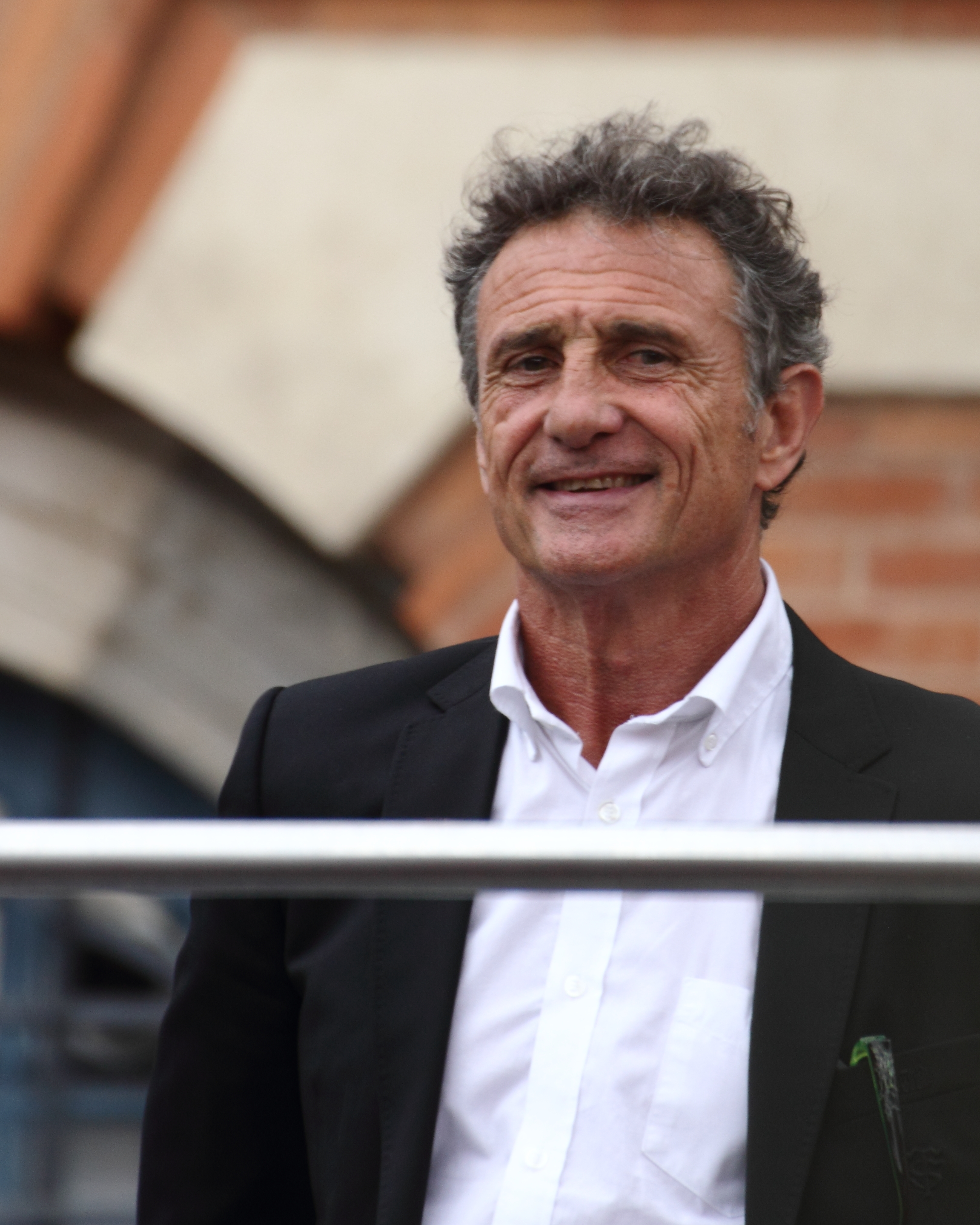
Guy Novès, ici en 2012, fut son entraîneur de 1999 à 2012 au Stade toulousain, avant de le choisir comme adjoint de 2012 à 2015 dans ce même club.

Après la finale gagnée par le stade toulousain contre le Rugby club Toulonnais (18-12), William Servat décide de mettre fin à sa carrière. Il est alors nommé au poste d’entraîneur des lignes avants au sein du Stade toulousain, succédant à son ancien coéquipier Yannick Bru auprès de Guy Novès.
Cependant, William Servat rechausse les crampons lors du choc des stades au Stade de France le 27 octobre 2012 pendant 43 minutes et sort sous l'ovation du public. Le 1er novembre 2012, il est de nouveau titulaire contre le Racing Métro 92 à Ernest-Wallon ; il joue aussi le 22 décembre 2012 au Stade des Alpes contre le FC Grenoble, le 30 décembre contre Castres, ou encore le 5 janvier 2013 au Stade Guy-Boniface contre Mont-de-Marsan où il inscrit le seul essai du match.
En novembre 2012, il est sélectionné dans l'équipe des Barbarians français pour affronter le Japon au Stade Océane du Havre et est désigné capitaine de l'équipe. Les Baa-Baas l'emportent 65 à 41.
Au total, il joue 14 matchs lors de la phase régulière de championnat dont 11 en tant que titulaire, et inscrit 2 essais.
En 2015, Guy Novès quitte le Stade toulousain pour devenir le sélectionneur du XV de France. Fabien Pelous et Ugo Mola, respectivement nouveau directeur sportif et nouvel entraîneur en chef, choisissent de conserver les entraîneurs-adjoints Jean-Baptiste Élissalde et William Servat dans le nouveau staff. En 2016, Jean Bouilhou, coéquipier de Servat de 1999 à 2013, revient au club pour l'épauler dans le secteur de la touche. En 2017, Fabien Pelous et Jean-Baptiste Élissalde quittent l'encadrement de l'équipe première mais Servat est conservé comme entraîneur des avants auprès d'Ugo Mola.
En 2018, Régis Sonnes rejoint le Stade toulousain en tant qu'entraîneur en chef du club au côté d'Ugo Mola. William Servat conserve sa place d'entraîneur adjoint responsable des avants, et en particulier de la mêlée, auprès des deux hommes. Le club remporte le Bouclier de Brennus à l'issue de cette saison.
En novembre 2018, il est choisi pour entraîner les Barbarians français — qui est désormais l'équipe réserve du XV de France —,avec Ugo Mola pour une rencontre contre les Tonga au Stade Chaban-Delmas de Bordeaux, un match perdu 38-49.
En novembre 2019, il intègre le nouvel encadrement de l'équipe de France dirigé par le sélectionneur Fabien Galthié. Il apporte son expertise en mêlée et est co-responsable de la conquête avec Karim Ghezal, spécialiste de la touche. Il est conservé au même poste pour le second mandat de Fabien Galthié à la tête de l'équipe, associé au parisien Laurent Sempéré.

#### Bilan par saison en tant qu'entraîneur
| Saison      | Club             | Division | Poste           | Classement                 | Coupe d'Europe             | Challenge Européen         |
| ----------- | ---------------- | -------- | --------------- | -------------------------- | -------------------------- | -------------------------- |
| 2012 - 2013 | Stade toulousain | Top 14   | Avants - Joueur | 3e, éliminé en demi-finale | Éliminé en poule           | Éliminé en quart-de-finale |
| 2013 - 2014 | Stade toulousain | Top 14   | Avants          | 4e, éliminé en barrages    | Éliminé en quart-de-finale | -                          |
| 2014 - 2015 | Stade toulousain | Top 14   | Avants          | 3e, éliminé en demi-finale | Éliminé en poule           | -                          |
| 2015 - 2016 | Stade toulousain | Top 14   | Avants          | 5e, éliminé en barrages    | Éliminé en poule           | -                          |
| 2016 - 2017 | Stade toulousain | Top 14   | Avants          | 12e                        | Éliminé en quart-de-finale | -                          |
| 2017 - 2018 | Stade toulousain | Top 14   | Avants          | 3e, éliminé en barrages    | -                          | Éliminé en poule           |
| 2018 - 2019 | Stade toulousain | Top 14   | Avants          | Champion de France         | Éliminé en demi-finale     | -                          |

## Palmarès

### En club
Avec le Stade toulousain
- Challenge Cadet Gaudermen : 
  - Vainqueur (1) : 1995
- Championnat de France Crabos :
  - Champion (1) : 1997
- Championnat de France de rugby à XV  ( Top 14):
  - Champion (5) : 1999, 2001 2008, 2011 et 2012
  - Vice-champion (1) : 2003 (remplace Yannick Bru à la 55°)
- Coupe d'Europe :
  - Vainqueur (3) : 2003, 2005 et 2010
  - Finaliste (1) : 2004

### En équipe nationale
- 49 sélections en équipe de France
- Sélections par année : 10 en 2004, 6 en 2005, 4 en 2008, 5 en 2009, 7 en 2010, 12 en 2011, 5 en 2012
- 2 essais (10 points)
- Tournois des Six Nations disputés : 2004, 2005, 2008, 2009, 2010, 2011
  - Grand Chelems : 2004, 2010

#### Tournoi des Six Nations
| Édition          | Rang | Résultats France | Résultats Servat | Matchs Servat |
| ---------------- | ---- | ---------------- | ---------------- | ------------- |
| Six Nations 2004 | 1    | 5 v, 0 n, 0 d    | 5 v, 0 n, 0 d    | 5/5           |
| Six Nations 2005 | 2    | 4 v, 0 n, 1 d    | 3 v, 0 n, 1 d    | 4/5           |
| Six Nations 2008 | 3    | 3 v, 0 n, 2 d    | 2 v, 0 n, 2 d    | 4/5           |
| Six Nations 2009 | 3    | 3 v, 0 n, 2 d    | 1 v, 0 n, 0 d    | 1/5           |
| Six Nations 2010 | 1    | 5 v, 0 n, 0 d    | 5 v, 0 n, 0 d    | 5/5           |
| Six Nations 2011 | 2    | 3 v, 0 n, 2 d    | 3 v, 0 n, 2 d    | 5/5           |
| Six Nations 2012 | 4    | 2 v, 1 n, 2 d    | 2 v, 1 n, 2 d    | 5/5           |

Légende : v = victoire ; n = match nul ; d = défaite ; la ligne est en gras quand il y a Grand Chelem.

#### Coupe du monde
En Coupe du monde :
- 2011 : 7 sélections (Japon, Canada, Nouvelle-Zélande, Tonga, Angleterre, Galles, Nouvelle-Zélande) ;
- Vice-champion du monde en 2011.

| Édition               | Rang      | Résultats France | Résultats W.Servat | Matchs W.Servat |
| Nouvelle-Zélande 2011 | Finaliste | 4 v, 0 n, 3 d    | 4 v, 0 n, 3 d      | 7/7             |

Légende : v = victoire ; n = match nul ; d = défaite.

### En tant qu'entraîneur
- Champion de France : 2019
- Tournoi des Six Nations : 2022 (GC), 2025

### Distinctions personnelles
- Nuit du rugby 2019 : Meilleur staff d'entraîneur du Top 14 (avec Ugo Mola, Régis Sonnes, Laurent Thuéry, Jean Bouilhou et Clément Poitrenaud) pour la saison 2018-2019

## Style, reconnaissance et activité en dehors du rugby
En 2010, il figure à la fois, en mai, parmi la Dream Team européenne de l'European Rugby Cup (ERC), à savoir la meilleure équipe-type des compétitions des clubs européens au cours des 15 dernières années et en décembre 2010, dans le XV mondial de la revue Rugby World, où il est le seul joueur européen représenté. Malgré cela, il est reconnu pour son humilité et sa modestie.
- Oscars du Midi olympique :  Oscar d'Argent 2010

En dehors du rugby, il possède, avec deux de ses anciens coéquipiers, Trevor Brennan et Salvatore Perugini, un bar-restaurant à Toulouse.
Il est aussi engagé aux côtés de l'Institut pour la recherche sur la moelle épinière et l'encéphale.